# ستارا کوشانکا
ستارا کوشانکا (به لهستانی:  Stara Kosianka) یک روستا در لهستان است که در گمینا گروجیسک واقع شده‌است. ستارا کوشانکا ۶۰ نفر جمعیت دارد.